# Flamme de la Liberté

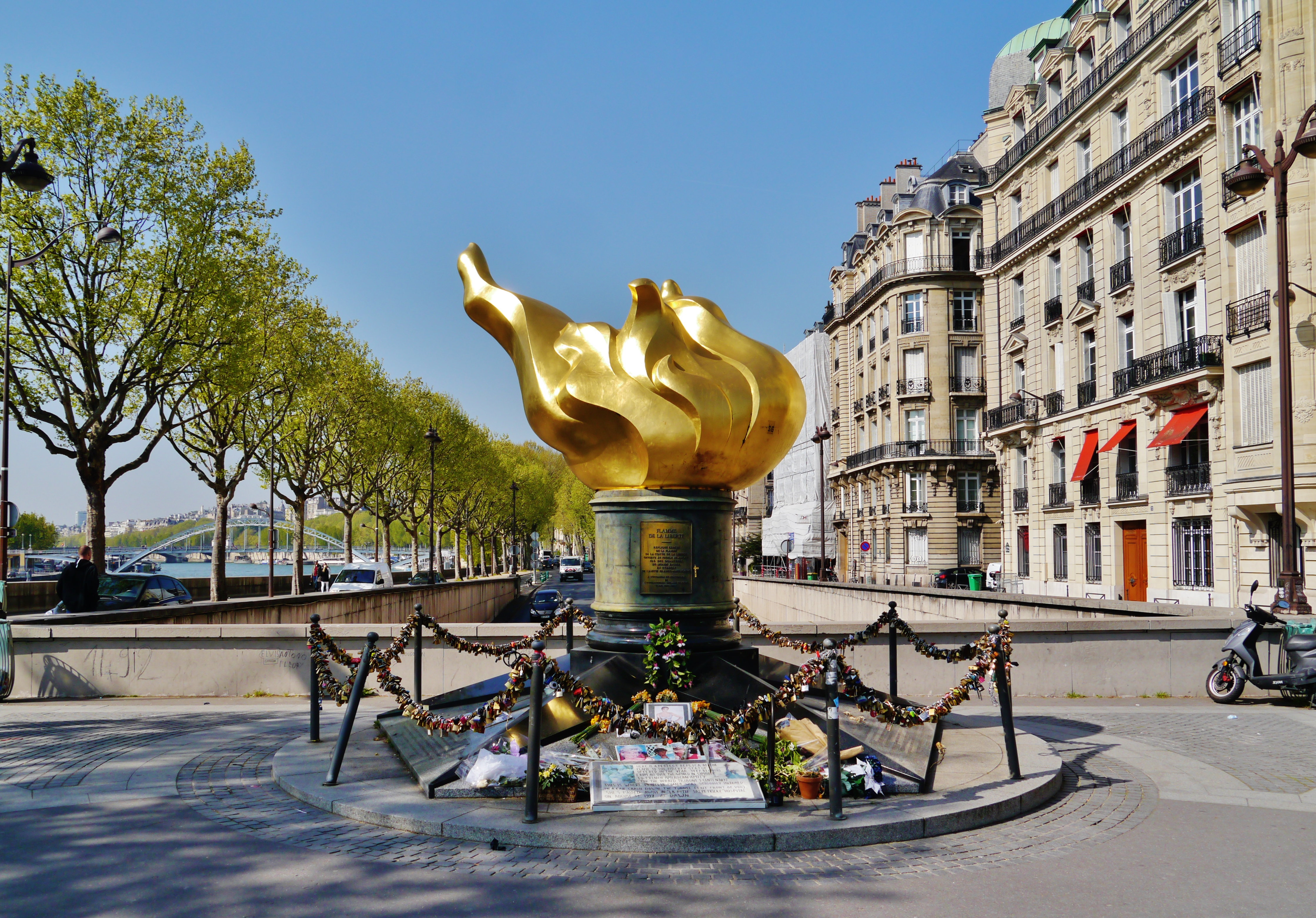
La flamme de la liberté.

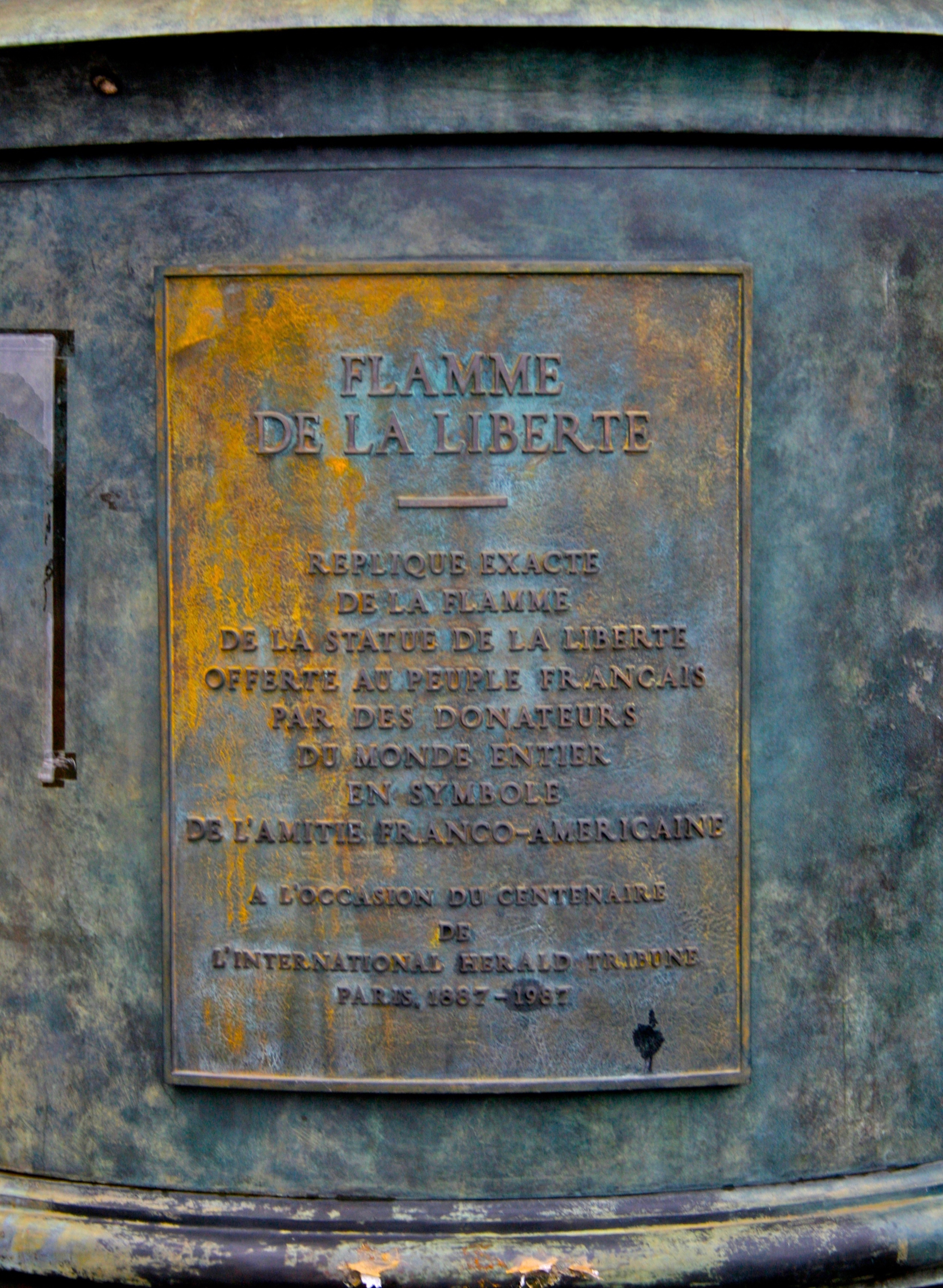
Plaque commémorative sur le socle de la flamme.

La Flamme de la Liberté est un monument du 16e arrondissement de Paris, surplombant l'entrée ouest du tunnel du pont de l'Alma, qui consiste en une reproduction grandeur nature de la torche que tient la statue de la Liberté à l'entrée du port de New York. Le monument est situé place Diana.
Le monument, qui mesure 3,5 mètres, se compose d'une sculpture de flamme en cuivre doré, reposant sur un socle en marbre gris et noir.

## Origine
La Flamme de la Liberté a été offerte à la France par les États-Unis, en remerciement de la restauration accomplie en 1986 sur la statue de la Liberté, à l'occasion de son centenaire. Cette restauration avait en effet été menée par deux entreprises artisanales françaises : les Métalliers Champenois pour le travail du cuivre, et les ateliers Gohard pour la dorure de la flamme. À cette occasion la torche, que le sculpteur Gutzon Borglum avait évidée et vitrifiée en 1919 pour l'éclairer de l'intérieur, avait été remplacée par une torche pleine et dorée, éclairée de l'extérieur.
À la fin des travaux, Kevin McCarthy, avocat des Métalliers Champenois durant leur séjour aux États-Unis, a eu l'idée de faire réaliser la réplique exacte de la flamme afin de l'offrir à la France en signe de continuité de l'amitié franco-américaine, comme l'était déjà la statue de la Liberté elle-même, offerte par la France aux États-Unis. L'International Herald Tribune, qui fêtait en 1987 son centenaire, a accepté de coparrainer la réalisation de ce projet. Une pleine page lançant un gigantesque appel au don fut publiée afin de recueillir les 400 000 dollars nécessaires aux travaux.
La Flamme de la Liberté a été réalisée par les Métalliers Champenois à Paterson, dans le New Jersey, et a été dévoilée le 10 septembre 1987, avant d'être envoyée en France par Air France.
Cette opération a été pilotée par le directeur de l'artisanat français de l'époque : Jacques Graindorge. Quatre sites ont alors été proposés par la mairie de Paris pour accueillir la flamme,[réf. nécessaire] et c'est cet emplacement place de l'Alma qui fut choisi, avec la bénédiction du maire de Paris de l'époque, Jacques Chirac, qui l'inaugura le 10 mai 1989.
Sur le socle, une plaque commémorative rappelle cette histoire :

« Flamme de la Liberté. Réplique exacte de la flamme de la statue de la Liberté offerte au peuple français par des donateurs du monde entier en symbole de l'amitié franco-américaine. À l'occasion du centenaire de l'International Herald Tribune. Paris 1887-1987. »

## Accident de Lady Diana

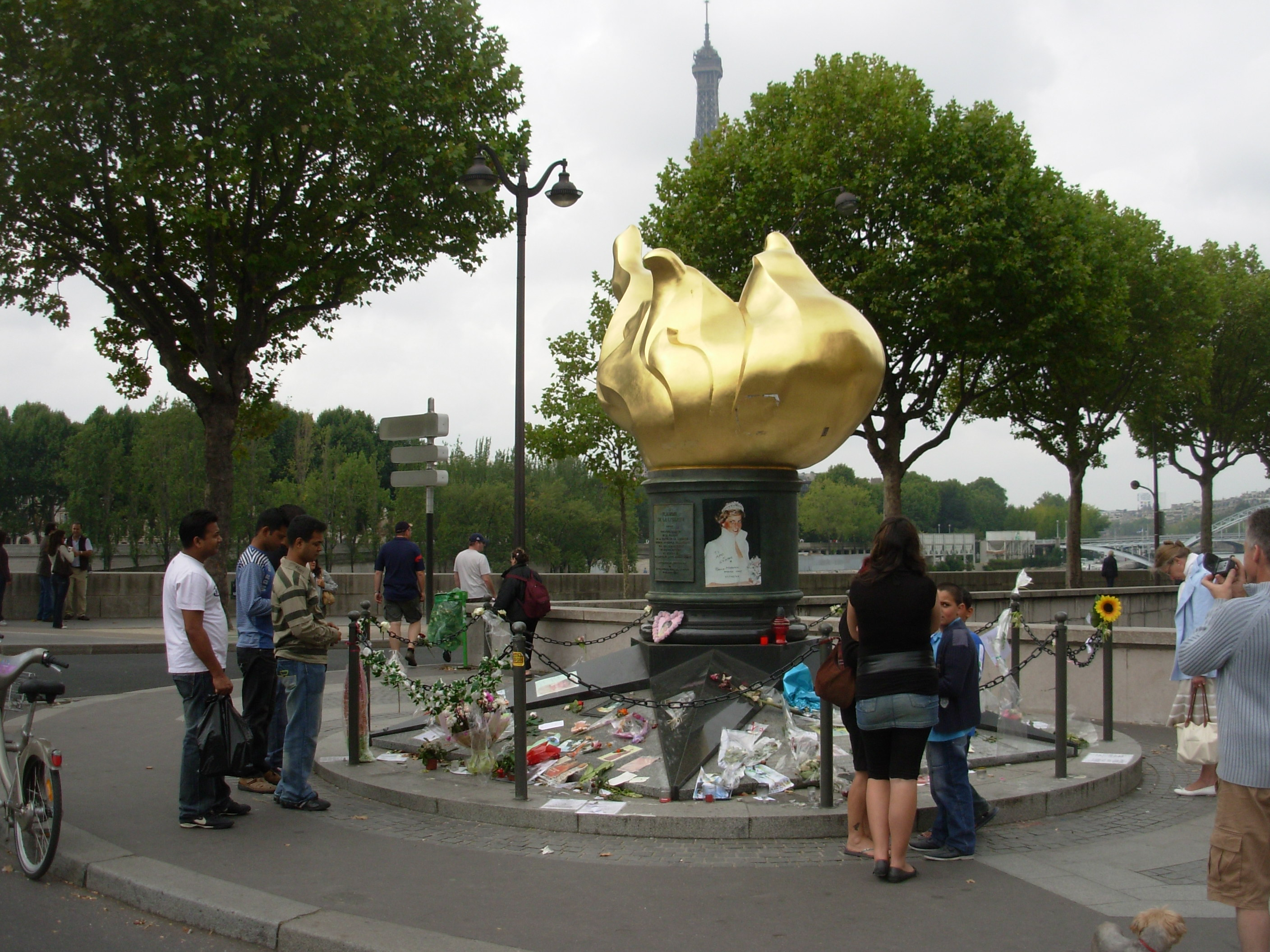
Hommages à Diana Spencer rendu par le public le 9 septembre 2007, quelques jours après le 10e anniversaire de sa mort.

Quelque peu oubliée, la Flamme de la Liberté a bénéficié d'un regain d'intérêt lorsque Diana Spencer a trouvé la mort le 31 août 1997 lors d'un accident de la route dans le tunnel du pont de l'Alma, situé en dessous du monument. Le matin de l'annonce de sa mort, le monument a été recouvert de fleurs par des anonymes, et depuis lors, des admirateurs et des touristes viennent s'y recueillir, déposer des gerbes, y afficher des messages, des photographies de Diana ou des pages de magazines traitant de l'accident, écrire des graffiti sur le garde-corps tout proche, ou encore prendre des photos souvenirs, détournant la flamme de sa fonction initiale et la transformant spontanément en un autel à la mémoire de Diana.
Ce monument en forme de flamme est ainsi devenu une sorte d'« illustration sculptée » de la chanson commémorative d'Elton John à Diana, intitulée Candle in the Wind (littéralement « une bougie dans le vent »). Depuis, certains visiteurs semblent croire que la flamme est un monument expressément construit à la mémoire de la princesse, sans doute à cause de la chanson. Le monument est aujourd'hui présenté par le site web de l'office du tourisme de Paris comme la « stèle commémorative à la Princesse Diana »,.
Le monument est toujours visité et des messages sont encore laissés à sa mémoire. Ils sont cependant régulièrement enlevés et la sculpture nettoyée.
Le monument commémorant officiellement le décès de la princesse est, en fait, le clos des Blancs-Manteaux : un jardin public du quartier du Marais, situé au 21 de la rue des Blancs-Manteaux,, et destiné à l'apprentissage du jardinage et des gestes écologiques aux enfants. Une initiative isolée vise également à faire ériger sur la place de l'Alma un monument en bronze spécialement dédié à Diana, grâce à une souscription privée.
Certains partisans de la théorie du complot voient un lien entre la torche, qui est selon eux un symbole caché des intentions des Illuminati sur le monde, et la mort de Diana, qu'ils pensent être un assassinat organisé par ces mêmes Illuminati.

### Analyse
La flamme, du fait de ce détournement de sa fonction première, a été décrite comme un « palimpseste social », et présentée comme un exemple de la notion de « contre-monument » développée par James Young.
Par ailleurs, la flamme est citée parmi d'autres « tombeaux fictifs », c'est-à-dire des monuments sur lesquels le public vient se recueillir comme s'il s'agissait de tombes, alors que le corps du défunt est conservé ailleurs (en l'occurrence pour Diana, sur une île d'Althorp, le domaine familial des Spencer, dans le comté anglais de Northamptonshire) ; ceci est interprété comme un besoin de créer un objet d'illusion, ce processus étant aussi à la base de l'érotomanie, où il est toutefois beaucoup plus prégnant.

### Place Maria-Callas, puis place Diana

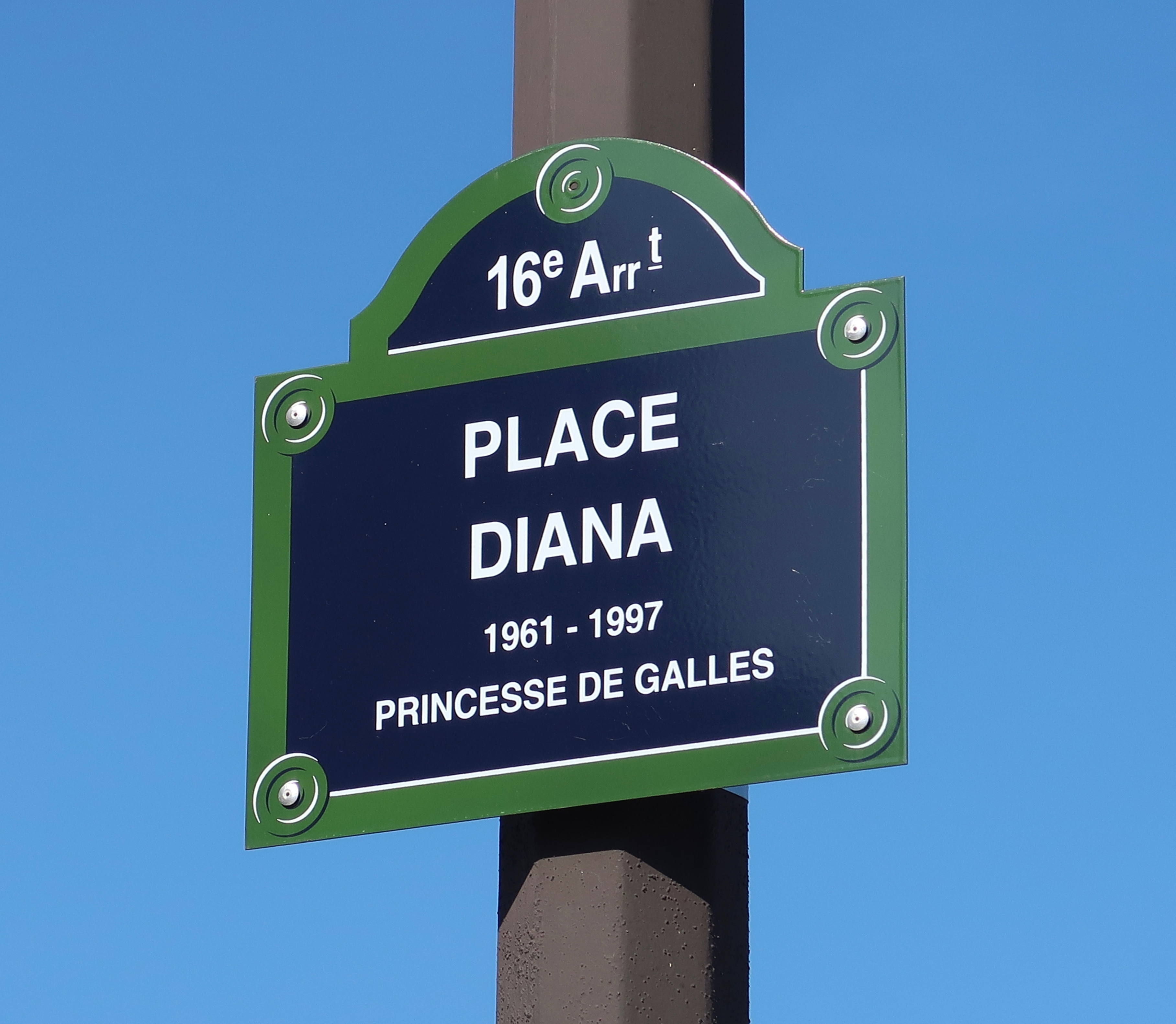
Plaque de la place Diana à Paris, où est située la Flamme de la Liberté.

Le 24 juillet 1997, le Conseil de Paris a pris un arrêté municipal qui a donné à l'emplacement où est érigée la Flamme de la Liberté le nom de « place Maria-Callas », l'inauguration devant avoir lieu le 11 septembre 1997 pour célébrer le vingtième anniversaire de la mort de la cantatrice Maria Callas. Mais l'accident qui a coûté la vie à la princesse de Galles, survenu quelques jours plus tôt, et la ferveur populaire autour de la Flamme, ont conduit le Conseil de Paris, alors dirigé par le maire Jean Tiberi, à renoncer à l'inauguration. Il a été un temps envisagé que la place prenne le nom de la princesse Diana, mais ce projet a aussi été abandonné en raison d'une opposition de la cour d'Angleterre. Aucune plaque de rue n'indique le nom de la place Maria-Callas, et le nom de la cantatrice a été donné trois ans plus tard à l'allée Maria-Callas. Le projet de renommer la place en hommage à la princesse reprend par la suite et a été voté en Conseil de Paris début juin 2019.

## Nouvelle flamme
Une nouvelle Flamme de la Liberté, sculpture de Jean Cardot, a été inaugurée le 14 juin 2008. Elle symbolise toujours l'amitié franco-américaine puisqu'elle a été érigée dans les jardins de l'ambassade des États-Unis en France, qu'elle a été inaugurée en présence du président de la République française, Nicolas Sarkozy, et du président des États-Unis, George W. Bush, qu'elle s'est concrétisée sous l'impulsion conjointe de l'homme d'affaires français Marc Ladreit de Lacharrière et de l'ambassadeur américain Craig Roberts Stapleton, et qu'elle porte deux citations respectivement du Français Lafayette (« L'Humanité a gagné sa bataille, la liberté a désormais un pays. ») et de l'Américain Benjamin Franklin (« Là où est la liberté, là est mon pays » [« Where Liberty dwells, there is my country. »]). Elle a été réalisée selon le procédé de la fonte à cire perdue par la fonderie d'art de la fondation de Coubertin.

## Cadenas d'amour
Des cadenas d'amour sont installés sur la chaîne entourant la sculpture.

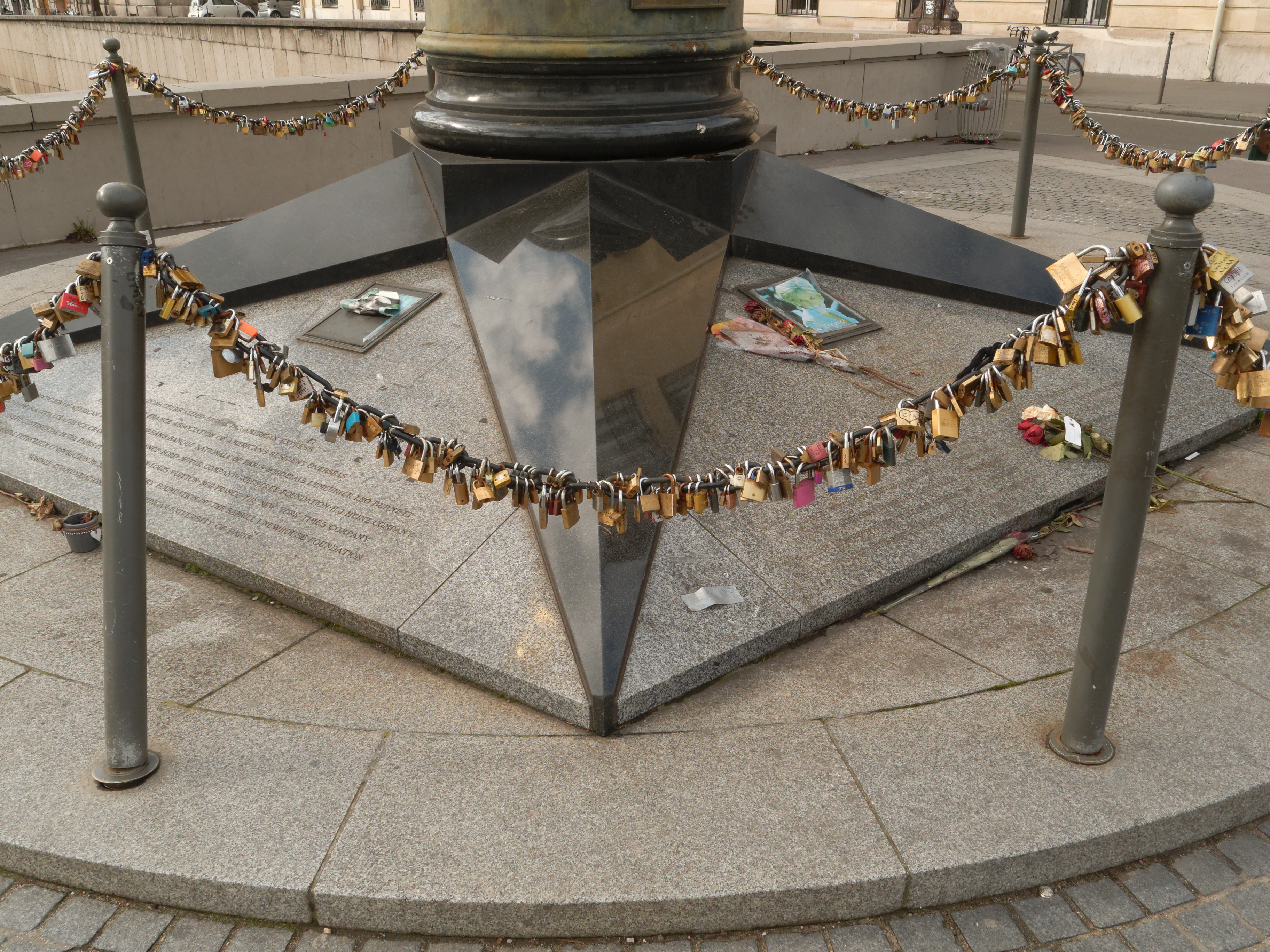
Cadenas d'amour autour de la Flamme de la Liberté (début 2016).
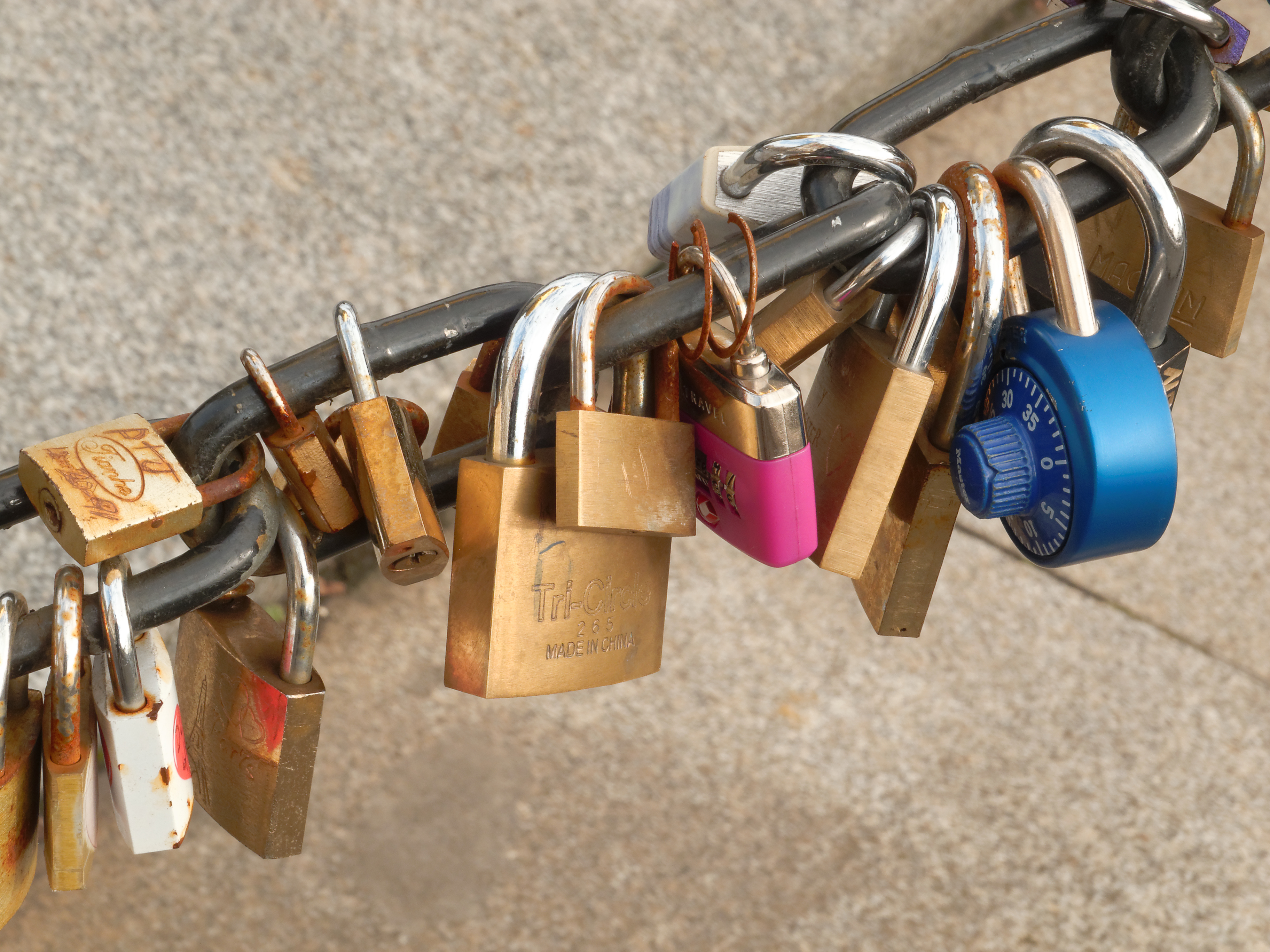
Cadenas d'amour autour de la Flamme de la Liberté (début 2016).